# (200045) 2007 TT326
(200045) 2007 TT326 es un asteroide perteneciente al cinturón de asteroides, descubierto el 11 de octubre de 2007 por el equipo del Spacewatch desde el Observatorio Nacional de Kitt Peak, Arizona, Estados Unidos.

## Designación y nombre
Designado provisionalmente como 2007 TT326.

## Características orbitales
2007 TT326 está situado a una distancia media del Sol de 2,725 ua, pudiendo alejarse hasta 2,986 ua y acercarse hasta 2,465 ua. Su excentricidad es 0,095 y la inclinación orbital 3,771 grados. Emplea 1643,63 días en completar una órbita alrededor del Sol.

## Características físicas
La magnitud absoluta de 2007 TT326 es 15,8.